# Olympische Sommerspiele 2016/Teilnehmer (Algerien)
| Gelbes Symbol für Goldmedaillen mit stilisierten Olympischen Ringen | Graues Symbol für Silbermedaillen mit stilisierten Olympischen Ringen | Braundes Symbol für Bronzemedaillen mit stilisierten Olympischen Ringen |
| ------------------------------------------------------------------- | --------------------------------------------------------------------- | ----------------------------------------------------------------------- |
| —                                                                   | 2                                                                     | —                                                                       |

Algerien nahm an den Olympischen Spielen 2016 in Rio de Janeiro teil. Es war die insgesamt 13. Teilnahme an Olympischen Sommerspielen. Das Comité Olympique et Sportif Algérien nominierte 68 Athleten in 13 Sportarten.
Fahnenträgerin bei der Eröffnungsfeier war die Judoka Sonia Asselah.

## Medaillen

### Medaillenspiegel
| Medaillenspiegel Deutschland |                |                              |                           |                           |        |
| Platz                        | Sportart       | Goldmedaille – Olympiasieger | Silbermedaille – 2. Platz | Bronzemedaille – 3. Platz | Gesamt |
| 1                            | Leichtathletik | –                            | 2                         | –                         | 2      |
| Total                        | Total          | 0                            | 2                         | 0                         | 2      |

### Medaillengewinner

#### Silber
| Name              | Sportart       | Wettkampf   |
| ----------------- | -------------- | ----------- |
| Taoufik Makhloufi | Leichtathletik | 800-m-Lauf  |
| Taoufik Makhloufi | Leichtathletik | 1500-m-Lauf |

## Teilnehmer nach Sportarten

### Boxen
| Athleten             | Wettbewerb                  | 1. Runde          | 1. Runde | Achtelfinale    | Achtelfinale  | Viertelfinale  | Viertelfinale | Halbfinale    | Halbfinale    | Finale        | Finale        | Rang          |
| Athleten             | Wettbewerb                  | Gegner            | Ergebnis | Gegner          | Ergebnis      | Gegner         | Ergebnis      | Gegner        | Ergebnis      | Gegner        | Ergebnis      | Rang          |
| -------------------- | --------------------------- | ----------------- | -------- | --------------- | ------------- | -------------- | ------------- | ------------- | ------------- | ------------- | ------------- | ------------- |
| Männer               |                             |                   |          |                 |               |                |               |               |               |               |               |               |
| Mohamed Flissi       | Fliegengewicht bis 52 kg    | Freilos           | Freilos  | D. Asenov       | 3:0           | Y.S. Finol     | 0:3           | ausgeschieden | ausgeschieden | ausgeschieden | ausgeschieden | 5             |
| Fahem Hammachi       | Bantamgewicht bis 56 kg     | R. De Jesus       | 1:2      | ausgeschieden   | ausgeschieden | ausgeschieden  | ausgeschieden | ausgeschieden | ausgeschieden | ausgeschieden | ausgeschieden | ausgeschieden |
| Reda Benbaziz        | Leichtgewicht bis 60 kg     | M. Adbelaal       | 3:0      | A. Abdurashidov | 3:0           | O. Dorjnyambuu | 0:3           | ausgeschieden | ausgeschieden | ausgeschieden | ausgeschieden | 5             |
| Abdelkader Chadi     | Halbweltergewicht bis 64 kg | J. Teixeira       | 1:2      | ausgeschieden   | ausgeschieden | ausgeschieden  | ausgeschieden | ausgeschieden | ausgeschieden | ausgeschieden | ausgeschieden | ausgeschieden |
| Zohir Kedache        | Weltergewicht bis 69 kg     | S.G. Donnelly     | 3:0      | ausgeschieden   | ausgeschieden | ausgeschieden  | ausgeschieden | ausgeschieden | ausgeschieden | ausgeschieden | ausgeschieden | ausgeschieden |
| Ilyas Abbadi         | Mittelgewicht bis 75 kg     | M.A. Mgamissengue | 3:0      | Z. Alimkhanuly  | 0:3           | ausgeschieden  | ausgeschieden | ausgeschieden | ausgeschieden | ausgeschieden | ausgeschieden | ausgeschieden |
| Abdelhafid Benchabla | Halbschwergewicht bis 81 kg | Freilos           | Freilos  | A.R. Ramirez    | 2:0           | J. Buatsi      | 0:3           | ausgeschieden | ausgeschieden | ausgeschieden | ausgeschieden | 5             |
| Chouaib Bouloudinats | Schwergewicht bis 91 kg     | Freilos           | Freilos  | K. St. Pierre   | 1:2           | ausgeschieden  | ausgeschieden | ausgeschieden | ausgeschieden | ausgeschieden | ausgeschieden | ausgeschieden |

### Fechten
| Frauen           |                |         |         |           |      |               |               |               |               |               |               |               |               |               |               |               |
| Anissa Khelfaoui | Florett Einzel | Freilos | Freilos | E. Harvey | 6:15 | ausgeschieden | ausgeschieden | ausgeschieden | ausgeschieden | ausgeschieden | ausgeschieden | ausgeschieden | ausgeschieden | ausgeschieden | ausgeschieden | ausgeschieden |
| Männer           |                |         |         |           |      |               |               |               |               |               |               |               |               |               |               |               |
| Hamid Sintès     | Florett Einzel | Freilos | Freilos | R. Kruse  | 4:15 | ausgeschieden | ausgeschieden | ausgeschieden | ausgeschieden | ausgeschieden | ausgeschieden | ausgeschieden | ausgeschieden | ausgeschieden | ausgeschieden | ausgeschieden |

### Fußball
| Wettbewerb    | Männer |
| ------------- | --- |
| Athleten      | Ayoub Abdellaoui Rachid Aït-Atmane Haris Belkebla Sofiane Bendebka Raouf Benguit Mohamed Benkablia Mohamed Benkhemassa Baghdad Bounedjah Farid Chaâl (TW) Oussama Darfalou Abdelghani Demmou Zakaria Draoui Houari Ferhani Zakaria Haddouche Ryad Kenniche Abderrahmane Meziane Miloud Rebiaï Abdelkader Salhi (TW) |
| Trainer       | Pierre-André Schürmann () |
| Gruppenphase  | Honduras 2:3 (0:2) Argentinien 1:2 (0:0) Portugal 1:1 (1:1) |
| Viertelfinale | ausgeschieden |
| Halbfinale    | ausgeschieden |
| Finale        | ausgeschieden |
| Platzierung   | 14 |

### Gewichtheben
| Athleten                    | Wettbewerb         | Reißen  | Reißen | Stoßen  | Stoßen | Zweikampf | Zweikampf | Rang |
| Athleten                    | Wettbewerb         | Gewicht | Rang   | Gewicht | Rang   | Gewicht   | Rang      | Rang |
| --------------------------- | ------------------ | ------- | ------ | ------- | ------ | --------- | --------- | ---- |
| Frauen                      |                    |         |        |         |        |           |           |      |
| Bouchra Fatima Zohra Hirech | Klasse über 75 kg  | 87 kg   | 16     | 105 kg  | 15     | 192 kg    | 15        | 15   |
| Männer                      |                    |         |        |         |        |           |           |      |
| Walid Bidani                | Klasse über 105 kg | 190 kg  | 9      | 220 kg  | 18     | 410 kg    | 13        | 13   |

### Judo
| Athleten              | Wettbewerb  | 1. Runde     | 1. Runde    | 2. Runde                                 | 2. Runde                                 | Viertelfinale                            | Viertelfinale                            | Halbfinale / Trostrunde                  | Halbfinale / Trostrunde                  | Finale / Platz 3                         | Finale / Platz 3                         | Rang                                     |
| Athleten              | Wettbewerb  | Gegner       | Ergebnis    | Gegner                                   | Ergebnis                                 | Gegner                                   | Ergebnis                                 | Gegner                                   | Ergebnis                                 | Gegner                                   | Ergebnis                                 | Rang                                     |
| --------------------- | ----------- | ------------ | ----------- | ---------------------------------------- | ---------------------------------------- | ---------------------------------------- | ---------------------------------------- | ---------------------------------------- | ---------------------------------------- | ---------------------------------------- | ---------------------------------------- | ---------------------------------------- |
| Frauen                |             |              |             |                                          |                                          |                                          |                                          |                                          |                                          |                                          |                                          |                                          |
| Sonia Asselah         | über 78 kg  | Freilos      | Freilos     | S. Yu                                    | 000s2:100s1                              | ausgeschieden                            | ausgeschieden                            | ausgeschieden                            | ausgeschieden                            | ausgeschieden                            | ausgeschieden                            | 9                                        |
| Männer                |             |              |             |                                          |                                          |                                          |                                          |                                          |                                          |                                          |                                          |                                          |
| Houd Zourdani         | bis 66 kg   | Y. Kopinsky  | 100s1:000H  | D. Tömörchüleg                           | 000s2:101s0                              | ausgeschieden                            | ausgeschieden                            | ausgeschieden                            | ausgeschieden                            | ausgeschieden                            | ausgeschieden                            | 9                                        |
| Abderrahmane Benamadi | bis 90 kg   | S. Joʻrayev  | 000s2:000s1 | ausgeschieden in der Qualifikationsrunde | ausgeschieden in der Qualifikationsrunde | ausgeschieden in der Qualifikationsrunde | ausgeschieden in der Qualifikationsrunde | ausgeschieden in der Qualifikationsrunde | ausgeschieden in der Qualifikationsrunde | ausgeschieden in der Qualifikationsrunde | ausgeschieden in der Qualifikationsrunde | ausgeschieden in der Qualifikationsrunde |
| Lyes Bouyacoub        | bis 100 kg  | I. Remarenco | 010s0:000s0 | E. Gasimov                               | 010s2:010s1                              | ausgeschieden                            | ausgeschieden                            | ausgeschieden                            | ausgeschieden                            | ausgeschieden                            | ausgeschieden                            | 9                                        |
| Amine Mohammed Tayeb  | über 100 kg | B. Temüülen  | 010s2:000s2 | T. Riner                                 | 000s1:100s0                              | ausgeschieden                            | ausgeschieden                            | ausgeschieden                            | ausgeschieden                            | ausgeschieden                            | ausgeschieden                            | 9                                        |

### Leichtathletik
Laufen und Gehen 
| Athleten            | Wettbewerb       | Runde 1      | Runde 1 | Halbfinale    | Halbfinale    | Finale        | Finale        | Rang          |
| Athleten            | Wettbewerb       | Zeit         | Rang    | Zeit          | Rang          | Zeit          | Rang          | Rang          |
| ------------------- | ---------------- | ------------ | ------- | ------------- | ------------- | ------------- | ------------- | ------------- |
| Frauen              |                  |              |         |               |               |               |               |               |
| Kenza Dahmani       | Marathon         | –            | –       | –             | –             | 2:38:37 h     | 50            | 50            |
| Souad Aït Salem     | Marathon         | –            | –       | –             | –             | DNF           | DNF           | DNF           |
| Amina Bettiche      | 3000 m Hindernis | 10:26,91 min | 52      | –             | –             | ausgeschieden | ausgeschieden | 52            |
| Männer              |                  |              |         |               |               |               |               |               |
| Amine Belferar      | 800 m            | 1:48,40 min  | 33      | 1:46,55 min   | 21            | ausgeschieden | ausgeschieden | 21            |
| Yassine Hethat      | 800 m            | 1:46,81 min  | 19      | 1:44,81 min   | 10            | ausgeschieden | ausgeschieden | 10            |
| Taoufik Makhloufi   | 800 m            | 1:49,17 min  | 39      | 1:43,85 min   | 2             | 1:42,61 min   | 2             | Silber        |
| Salim Keddar        | 1500 m           | 3:40,63 min  | 20      | ausgeschieden | ausgeschieden | ausgeschieden | ausgeschieden | ausgeschieden |
| Taoufik Makhloufi   | 1500 m           | 3:46,82 min  | 25      | 3:39,88 min   | 5             | 3:50,11 min   | 2             | Silber        |
| El Hadi Laameche    | Marathon         | –            | –       | –             | –             | DNF           | DNF           | DNF           |
| Hakim Sadi          | Marathon         | –            | –       | –             | –             | 2:26:47 h     | 104           | 104           |
| Abdelmalik Lahoulou | 400 m Hürden     | 48,62 s      | 6       | 49,08 s       | 13            | ausgeschieden | ausgeschieden | 13            |
| Miloud Rahmani      | 400 m Hürden     | 49,73 s      | 27      | ausgeschieden | ausgeschieden | ausgeschieden | ausgeschieden | ausgeschieden |
| Hicham Bouchicha    | 3000 m Hindernis | 8:33,61 min  | 24      | -             | -             | ausgeschieden | ausgeschieden | 24            |
| Ali Messaoudi       | 3000 m Hindernis | DQ           | DQ      | -             | -             | ausgeschieden | ausgeschieden | ausgeschieden |
| Bilal Tabti         | 3000 m Hindernis | 8:38,87 min  | 30      | -             | -             | ausgeschieden | ausgeschieden | 30            |

 Mehrkampf 
| Athleten         | 100 m   | 100 m | Weitsprung | Weitsprung | Kugelstoßen | Kugelstoßen | Hochsprung | Hochsprung | 400 m   | 400 m | 110 m Hürden | 110 m Hürden | Diskuswurf | Diskuswurf | Stabhochsprung | Stabhochsprung | Speerwurf | Speerwurf | 1500 m      | 1500 m | Punkte | Rang |
| Athleten         | Zeit    | Pkte. | Weite      | Pkte.      | Weite       | Pkte.       | Höhe       | Pkte.      | Zeit    | Pkte. | Zeit         | Pkte.        | Weite      | Pkte.      | Höhe           | Pkte.          | Weite     | Pkte.     | Zeit        | Pkte.  | Punkte | Rang |
| ---------------- | ------- | ----- | ---------- | ---------- | ----------- | ----------- | ---------- | ---------- | ------- | ----- | ------------ | ------------ | ---------- | ---------- | -------------- | -------------- | --------- | --------- | ----------- | ------ | ------ | ---- |
| Zehnkampf Männer |         |       |            |            |             |             |            |            |         |       |              |              |            |            |                |                |           |           |             |        |        |      |
| Larbi Bourrada   | 10,75 s | 917   | 7,52 m     | 940        | 13,78 m     | 715         | 2,10 m     | 896        | 47,98 s | 910   | 14,15 s      | 955          | 42,39 s    | 713        | 4,60 m         | 790            | 66,49 m   | 836       | 4:14,60 min | 849    | 8521   | 5    |

### Radsport

#### Straße
| Athleten              | Wettbewerb       | Zeit | Rang |
| --------------------- | ---------------- | ---- | ---- |
| Männer                |                  |      |      |
| Youcef Reguigui       | Straßenrennen    | DNF  | DNF  |
| Abderrahmane Mansouri | Straßenrennen    | DNF  | DNF  |
| Youcef Reguigui       | Einzelzeitfahren | DNS  | DNS  |

### Ringen
| Athleten                         | Wettbewerb       | 1. Runde | 1. Runde | Achtelfinale   | Achtelfinale  | Viertelfinale | Viertelfinale | Halbfinale    | Halbfinale    | Hoffnungsrunde Viertelfinale | Hoffnungsrunde Viertelfinale | Hoffnungsrunde Halbfinale | Hoffnungsrunde Halbfinale | Hoffnungsrunde Finale | Hoffnungsrunde Finale | Finale        | Finale        | Rang |
| Athleten                         | Wettbewerb       | Gegner   | Ergebnis | Gegner         | Ergebnis      | Gegner        | Ergebnis      | Gegner        | Ergebnis      | Gegner                       | Ergebnis                     | Gegner                    | Ergebnis                  | Gegner                | Ergebnis              | Gegner        | Ergebnis      | Rang |
| -------------------------------- | ---------------- | -------- | -------- | -------------- | ------------- | ------------- | ------------- | ------------- | ------------- | ---------------------------- | ---------------------------- | ------------------------- | ------------------------- | --------------------- | --------------------- | ------------- | ------------- | ---- |
| griechisch-römischer Stil Männer |                  |          |          |                |               |               |               |               |               |                              |                              |                           |                           |                       |                       |               |               |      |
| Tarek Aziz Benaissa              | Klasse bis 66 kg | Freilos  | Freilos  | R. Tsarev      | 6:0           | R. Chunayev   | 2:10          | ausgeschieden | ausgeschieden | ausgeschieden                | ausgeschieden                | ausgeschieden             | ausgeschieden             | ausgeschieden         | ausgeschieden         | ausgeschieden | ausgeschieden | 8    |
| Adem Boudjemline                 | Klasse bis 85 kg | Freilos  | Freilos  | N.N. Bayryakov | 0:4           | ausgeschieden | ausgeschieden | ausgeschieden | ausgeschieden | ausgeschieden                | ausgeschieden                | ausgeschieden             | ausgeschieden             | ausgeschieden         | ausgeschieden         | ausgeschieden | ausgeschieden | 17   |
| Hemza Haloui                     | Klasse bis 98 kg | E. Guri  | 0:8      | ausgeschieden  | ausgeschieden | ausgeschieden | ausgeschieden | ausgeschieden | ausgeschieden | ausgeschieden                | ausgeschieden                | ausgeschieden             | ausgeschieden             | ausgeschieden         | ausgeschieden         | ausgeschieden | ausgeschieden | 17   |

### Rudern
| Athleten        | Wettbewerb | Vorlauf     | Vorlauf | Vorlauf       | Hoffnungslauf | Hoffnungslauf | Hoffnungslauf | Viertelfinale | Viertelfinale | Viertelfinale  | Halbfinale  | Halbfinale | Halbfinale    | Finale      | Finale | Rang |
| Athleten        | Wettbewerb | Zeit        | Platz   | Qualifikation | Zeit          | Platz         | Qualifikation | Zeit          | Platz         | Qualifikation  | Zeit        | Platz      | Qualifikation | Zeit        | Platz  | Rang |
| --------------- | ---------- | ----------- | ------- | ------------- | ------------- | ------------- | ------------- | ------------- | ------------- | -------------- | ----------- | ---------- | ------------- | ----------- | ------ | ---- |
| Frauen          |            |             |         |               |               |               |               |               |               |                |             |            |               |             |        |      |
| Amina Rouba     | Einer      | 8:55,09 min | 4       | Hoffnungslauf | 8:04,21 min   | 1             | Viertelfinale | 8:21,06 min   | 6             | Halbfinale C/D | 8:22,34 min | 5          | D-Finale      | 7:46,55 min | 3      | 21   |
| Männer          |            |             |         |               |               |               |               |               |               |                |             |            |               |             |        |      |
| Sid Ali Boudina | Einer      | 7:45,90 min | 4       | Hoffnungslauf | 7:20,84 min   | 1             | Viertelfinale | 7:13,59 min   | 5             | Halbfinale C/D | 7:37,19 min | 5          | D-Finale      | 7:06,64 min | 5      | 23   |

### Schießen
| Athleten       | Wettbewerb          | Qualifikation   | Qualifikation | Finale          | Finale        | Ringe/ Scheiben | Rang |
| Athleten       | Wettbewerb          | Ringe/ Scheiben | Rang          | Ringe/ Scheiben | Rang          | Ringe/ Scheiben | Rang |
| -------------- | ------------------- | --------------- | ------------- | --------------- | ------------- | --------------- | ---- |
| Männer         |                     |                 |               |                 |               |                 |      |
| Chafik Bouaoud | Luftgewehr 10 Meter | 612,1           | 47            | ausgeschieden   | ausgeschieden | 612,1           | 47   |

### Schwimmen
| Athleten         | Wettbewerb     | Vorlauf | Vorlauf | Halbfinale    | Halbfinale    | Finale        | Finale        | Rang |
| Athleten         | Wettbewerb     | Zeit    | Rang    | Zeit          | Rang          | Zeit          | Rang          | Rang |
| ---------------- | -------------- | ------- | ------- | ------------- | ------------- | ------------- | ------------- | ---- |
| Männer           |                |         |         |               |               |               |               |      |
| Oussama Sahnoune | 50 m Freistil  | 22,27 s | 25      | ausgeschieden | ausgeschieden | ausgeschieden | ausgeschieden | 25   |
| Oussama Sahnoune | 100 m Freistil | 48,20 s | 31      | ausgeschieden | ausgeschieden | ausgeschieden | ausgeschieden | 31   |

### Segeln
Fleet Race
| Athleten                        | Wettbewerb      | Qualifikation | Qualifikation | Medal Race    | Medal Race    | Punkte | Rang |
| Athleten                        | Wettbewerb      | Punkte        | Rang          | Punkte        | Rang          | Punkte | Rang |
| ------------------------------- | --------------- | ------------- | ------------- | ------------- | ------------- | ------ | ---- |
| Frauen                          |                 |               |               |               |               |        |      |
| Katia Belabbas                  | Windsurfen RS:X | 290           | 26            | ausgeschieden | ausgeschieden | 290    | 26   |
| Imenne Ouneyssa Cherif Sahraoui | Laser Radial    | 324           | 37            | ausgeschieden | ausgeschieden | 324    | 37   |
| Männer                          |                 |               |               |               |               |        |      |
| Hamza Bouras                    | Windsurfen RS:X | 367           | 36            | ausgeschieden | ausgeschieden | 367    | 36   |

### Turnen

#### Gerätturnen
| Athleten                      | Wettbewerb       | Qualifikation    | Qualifikation    | Finale           | Finale           | Rang             |
| Athleten                      | Wettbewerb       | Punkte           | Rang             | Punkte           | Rang             | Rang             |
| ----------------------------- | ---------------- | ---------------- | ---------------- | ---------------- | ---------------- | ---------------- |
| Frauen                        |                  |                  |                  |                  |                  |                  |
| Farah Boufadene               | Sprung           | nicht angetreten | nicht angetreten | nicht angetreten | nicht angetreten | nicht angetreten |
| Farah Boufadene               | Stufenbarren     | 12,200           | 72               | ausgeschieden    | ausgeschieden    | 72               |
| Farah Boufadene               | Schwebebalken    | 10,600           | 80               | ausgeschieden    | ausgeschieden    | 80               |
| Farah Boufadene               | Boden            | 11,100           | 80               | ausgeschieden    | ausgeschieden    | 80               |
| Farah Boufadene               | Mehrkampf Einzel | 46,433           | 59               | ausgeschieden    | ausgeschieden    | 59               |
| Männer                        |                  |                  |                  |                  |                  |                  |
| Mohammed Abdeljalil Bourguieg | Boden            | 12,533           | 68               | ausgeschieden    | ausgeschieden    | 68               |
| Mohammed Abdeljalil Bourguieg | Pauschenpferd    | 12,900           | 62               | ausgeschieden    | ausgeschieden    | 62               |
| Mohammed Abdeljalil Bourguieg | Ringe            | 13,033           | 68               | ausgeschieden    | ausgeschieden    | 68               |
| Mohammed Abdeljalil Bourguieg | Sprung           | nicht angetreten | nicht angetreten | nicht angetreten | nicht angetreten | nicht angetreten |
| Mohammed Abdeljalil Bourguieg | Barren           | 13,500           | 57               | ausgeschieden    | ausgeschieden    | 57               |
| Mohammed Abdeljalil Bourguieg | Reck             | 12,833           | 66               | ausgeschieden    | ausgeschieden    | 66               |
| Mohammed Abdeljalil Bourguieg | Mehrkampf Einzel | 78,499           | 48               | ausgeschieden    | ausgeschieden    | 48               |